# Mircea Plângău
Mircea Plângău (n. 1955 – d. 15 august 2017) a fost un regizor român.

## Filmografie

### Regizor
- Secretul lui Bachus (1984) - asistent de regie
- Ciuleandra (1985) - asistent de regie
- Noi, cei din linia întâi (1986) - asistent de regie
- François Villon – Poetul vagabond (1987) - asistent de regie
- Zîmbet de Soare (1988) - regizor secund
- Mircea (1989) - regizor secund
- Tusea și junghiul (1992) - regizor secund
- Liceenii în alertă (1993) - regizor
- Timpul liber (1993) - regizor secund
- Stare de fapt (1995) - regizor secund
- Femeia în roșu (1997) - regizor secund
- Triunghiul morții (1999) - regizor secund

### Actor
- Această lehamite (1994)